# Anders Danielson (1839–1897)
Anders Peter Danielsson,  känd som A.P. Danielsson, även kallad Ölandskungen, född 1 december 1839 i Dyestad, Runstens socken, Öland, död 18 december 1897 i Stockholm, var en svensk politiker och riksdagsledamot. Han var en protektionistisk lantmannapartist.

## Biografi
Anders Danielsson var son till hemmansägaren Daniel Jonsson och Kajsa Larsdotter. Efter en knapphändig undervisning i folkskolan, vilken han genom självstudier på fritiden försökte upphjälpa, övertog han 1861 fädernehemmet. Snart började han också tagas i anspråk för allmänna angelägenheter, blev ordförande i sin sockens kommunalstämma 1863, ledamot av Södra Kalmar läns landsting 1865 samt ledamot av Sveriges riksdags andra kammare för Ölands domsaga 1872, ett uppdrag han innehade fram till sin död.
Vid riksdagen gjorde sig Danielsson snart känd för sin goda talgåva, förenad med en käckhet i uppträdandet, som ofta tangerade det mindre passande. Få torde genom föreningen av dessa egenskaper och den övertygelsens värme som ofta präglade hans anföranden, haft förmågan att i samma grad som Danielsson rycka sina meningsfränder med sig, men logiken hade sina avgjorda brister och tålde inte att efteråt synas i sömmarna. Han fäste först uppmärksamheten vid sin person vid 1873 års riksdag genom ett anförande till förmån för utvidgad rösträtt, framförd med en sådan hetsighet mot olika tänkande, att tjänstgörande talmannen (Gustaf Åkerhielm) fann sig manad att med klubban dämpa talarens eld. Han blev sedermera ledamot av bankoutskottet 1876–78, av konstitutionsutskottet 1879–83 samt från 1884 till sin död av det viktiga statsutskottet. 
Därjämte var han ledamot av de vid riksdagen 1877 och vid urtima riksdagen 1892 tillsatta försvarsutskotten och av 1895 års hemliga utskott. 1874–75 och 1886–87 var han statsrevisor samt var andra kammarens vice talman vid riksdagarna 1891–94 och 1897. Han var även ledamot av ett flertal kommittéer: sjöförsvarskommittén 1880–82, arbetareförsäkringskommittén 1884–89, förstärkta lagberedningen 1886–87, den s.k. ekonomiska kommittén 1886–87, tullkommittén 1888–91 och nya arbetareförsäkringskommittén 1891–93. Däremot nådde han aldrig en eftersökt plats som fullmäktig i Riksbanken, men blev 1887 styrelseledamot vid dess avdelningskontor i Kalmar, varifrån han dock skildes vid 1889 års utgång av fullmäktige, som lade honom till last bristande nit i uppdragets fullgörande.
Danielsson var länge känd som en extrem sparsamhetsvän och motståndare till alla förslag om ökad värnplikt. 1880 gjorde han sig bl.a. skyldig till ett häftigt anfall mot statsminister Louis De Geer för hans förslag till ny värnpliktslag, som han dock senare bad om ursäkt för. Vid mitten av 1880-talet framträdde han som en av de främsta anhängarna av protektionismen och blev vid Nya lantmannapartiets bildande 1888 tillsammans med Liss Olof Larsson partiets ledare. Mellan de båda männen härskade en avgjord rivalitet, och säkert såg sig Danielsson efter Larssons nederlag vid valen 1890 ej ogärna ensam om makten.
Tvärtemot sina föregåenden arbetade Danielsson vid 1891–92 års riksdagar ivrigt för den ökade värnplikten, och fruktan för tullarnas bestånd efter en rösträttsutsträckning gjorde honom på äldre dagar till stark motståndare mot densamma. Efter lantmannapartiernas sammanslagning 1895 tillhörde Danielsson det förenade Lantmannapartiets förtroenderåd. Vid 1895–96 års riksdagar syntes missnöjet över den, under hans sjuklighet honom fråntagna vice talmansplatsen, ha hos honom framfött en oppositionell stämning, som i mångt och mycket erinrade om hans tidigare dagar. Med en hart när våldsam kraft motarbetade han 1895 höjning av krigskreditiven och 1896–97 åt Kunglig Majestäts föreslagen rättighet att tillsätta ordförande i riksbanken, vilken han dock ej lyckades hindra. Åter i vice talmansstolen 1897, blev han annars sista året mera passiv.
I hemorten var han först vice ordförande och från 1892 till sin död ordförande i landstinget. Gift 1861 med Anna Maria Persdotter.